# شینوبو سکینه
شینوبو سکینه (انگلیسی: Shinobu Sekine؛ زادهٔ ۲۰ سپتامبر ۱۹۴۳ - درگذشته ۱۸ دسامبر ۲۰۱۸) جودوکار اهل ژاپن بود که در مسابقات کشوری و بین‌المللی در مجموع برندهٔ ۲ مدال طلا، ۲ مدال برنز شده‌است.